# Tào Tuyên công
Tào Tuyên công (chữ Hán: 曹宣公; trị vì: 594 TCN-578 TCN), tên thật là Cơ Cường (姬彊), là vị vua thứ 18 của nước Tào – chư hầu nhà Chu trong lịch sử Trung Quốc.

## Tham gia chiến tranh chư hầu
Tào Tuyên công là con của Tào Văn công – vua thứ 17 nước Tào. Năm 595 TCN, Tào Văn công mất, Cơ Cường lên nối ngôi, tức là Tào Tuyên công.
Tháng 6 năm 589 TCN, Tào Tuyên công mang quân họp với liên quân Tấn, Lỗ, Vệ đi đánh Tề. Liên quân gặp quân Tề ở núi Mị Châm, giao tranh ác liệt. Quân Tấn hăng hái đánh bại quân Tề. Vua Tề nhờ có Phùng Sửu Phụ giả dạng đóng thế ngồi trong xe và tự mình lẻn trốn thoát sự truy kích của quân Tấn.
Nước Sở mạnh lên. Sở Cung vương đánh bại nước Vệ và nước Lỗ, hội kiến chư hầu. Tào Tuyên công đi dự hội cùng các nước Tần, Tống, Trần, Vệ, Lỗ, Trịnh, Tề, Chu, Tiết, Tắng tại đất Thục (thuộc nước Lỗ).
Năm 588 TCN, nước Tấn giận nước Trịnh theo Sở đánh Lỗ và Vệ, bèn kêu gọi chư hầu đánh Trịnh. Tào Tuyên công lại theo nước Tấn, cùng Tống, Lỗ, Vệ đi đánh Trịnh. Trịnh lại xin giảng hòa.
Năm 581 TCN, Tấn Cảnh công tập hợp chư hầu đi đánh nước Trịnh. Tào Tuyên công cùng các nước Tề, Tống, Vệ cùng theo Tấn đánh Trịnh. Nước Trịnh phải cống nạp và xin giảng hòa.
Năm 578 TCN, vì Tần Hoàn công vừa thề hòa hiếu với nước Tấn rồi ngay lập tức xâm phạm bờ cõi Tấn, Tấn Lệ công họp chư hầu mang quân đánh Tần. Tào Tuyên công cùng các nước Tề, Lỗ, Vệ, Trịnh, Tống, Chu, Đằng theo Tấn đánh nước Tần. Liên quân do Tấn đứng đầu đánh bại quân Tần ở đất Mã Toại, bắt được tướng Tần là Thành Sai và Bất Canh Nhữ Phủ.
Giữa lúc đó Tào Tuyên công mất trong quân. Ông ở ngôi được 17 năm. Em ông là Cơ Phụ Sô lên nối ngôi, tức là Tào Thành công.